# NGC 3826
NGC 3826 (NGC 3830) je eliptična galaktika u zviježđu Lavu. Naknadno je utvrđeno da je NGC 3830 ista galaktika.

## Vanjske poveznice
- (eng.) SEDS: NGC 3826
- (eng.) Revidirani Novi opći katalog
- (eng.) Izvangalaktička baza podataka NASA-e i IPAC-a
- (eng.) Astronomska baza podataka SIMBAD
- (eng.) VizieR